# Révolte du Rand

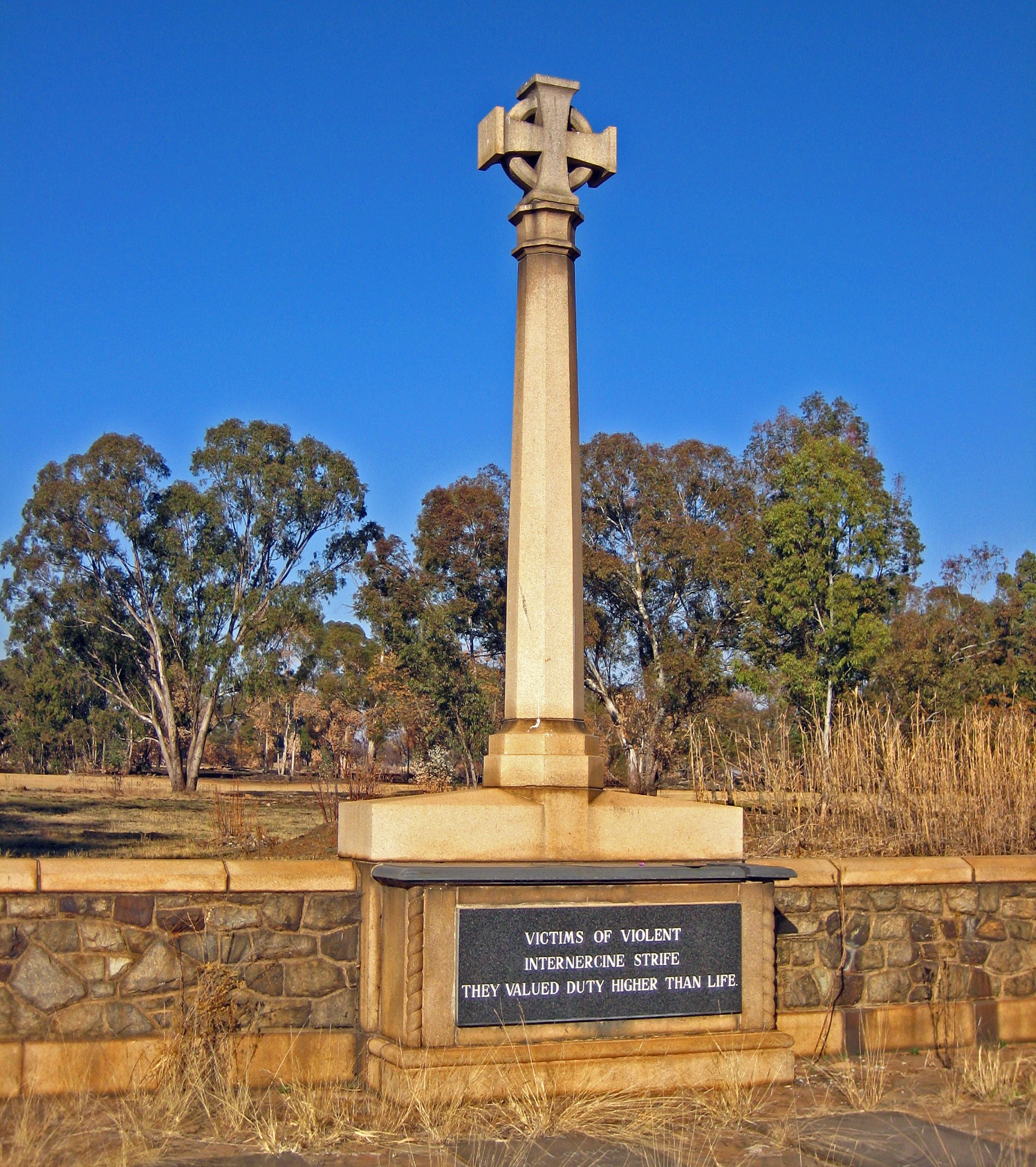
Monument aux victimes de la révolte des mineurs de Brakpan

La révolte du Rand (ou rébellion du Rand) est une révolte armée des mineurs afrikaners de la région du Witwatersrand, survenue en mars 1922 dans une période de dépression économique, afin de défendre leurs privilèges sociaux et raciaux, acquis selon le principe du Colour Bar. La sanglante répression du mouvement ouvrier jette le discrédit sur le gouvernement sud-africain de Jan Smuts et aboutit à une alliance électorale entre le parti national de James Barry Hertzog et le parti travailliste du colonel Frederic Creswell, vainqueur des élections générales de 1924.

## Historique
En 1922, les grands centres miniers du Witwatersrand connaissent une série de grèves qui débouchent sur une véritable insurrection.

### Origines
L'exploitation minière de l'or et du diamants débutée à un rythme effréné à la fin du XIXe siècle, avait été perturbée par la seconde guerre des Boers (1899-1902). Le début du XXe siècle, précédant la formation de l'Union sud-africaine, est pour sa part marqué par d'importants troubles sociaux dans le secteur minier (grèves) autour de revendications axées sur les emplois réservés et la volonté des mineurs et ouvriers blancs de ne pas subir de concurrence salariale ou sociale avec les populations noires.
À l'origine, la division hiérarchique du travail, organisée sur une base raciale, avait réservé les emplois de supervision et les emplois qualifiés à des Blancs tandis que tout ce qui avait trait au travail non qualifié (mineur de fond) et moins bien payé était réservé aux Autochtones noirs ou coloureds. L'exploitation minière nécessitant toujours plus de main d'œuvre non qualifiée, la chambre des mines avait fait instaurer un système productif destiné à drainer la main d'œuvre noire de toute l'Afrique australe vers les mines du Witwatersrand dont elle assurait la formation. Cette main d'œuvre se révèle toutefois vite insuffisante et indocile,. Les grands magnats (les randlords) firent alors appel à des Chinois, encore moins bien payées que la main d'œuvre noire mais l'expérience ne devait pas durer plus de 5 ans, de 1905 à 1910, et se terminait par leur rapatriement.
Par ailleurs, à la fin de la guerre des Boers, une population blanche rurale, misérable et sans aucune qualification, issue du monde rural, était venue également s'agglutiner dans les zones urbaines à la recherche d'un emploi.
En 1910, l'Afrique du Sud devint un dominion britannique, l'Union de l'Afrique du Sud avec un gouvernement sensible aux intérêts miniers. Les droits fonciers des Noirs autochtones sont restreints pour les contraindre à venir travailler dans les mines. Parallèlement, le prolétariat des mineurs et ouvriers blancs, principalement Afrikaners, obtiennent en 1911 une garantie d'emploi réservé en fonction du Colour Bar.
Les mineurs blancs bénéficièrent de la prospérité et de la croissance mondiale de leur secteur d’activité durant la Première Guerre mondiale. Ainsi, depuis 1902, leurs salaires horaires avaient augmenté de 60 % contre seulement 9 % pour les Noirs. Mais si au début de l'exploitation minière, les Autochtones ne possédaient pas les compétences nécessaires et devaient être formés, nombre d'entre eux avaient acquis, au fil des années, des compétences sans que leurs salaires soient en rapport avec leurs nouveaux niveaux de qualification. En 1918, les syndicats de mineurs blancs avaient cependant obtenus de la chambre des mines qu'aucune position hiérarchique occupé par un travailleur blanc ne soit donnée à un travailleur noir ou de couleur.
Au début des années 1920, la prospérité économique est retombée et les sociétés minières sont confrontées à une hausse des coûts et une baisse du prix de l'or sur les marchés (entre février et décembre 1920, l'once d'or passe de 130 shillings à 95 shillings). Les dirigeants des sociétés minières estiment alors que si les couts de production n'étaient pas réduits, il leur faudrait procéder au licenciement de 10 000 mineurs blancs et à celui de milliers de mineurs noirs, sans pour autant garantir la viabilité financière des exploitations. La Chambre des Mines a rapidement pris conscience qu'elle a plus intérêt à donner aux travailleurs noirs une qualification et à les substituer aux ouvriers blancs, d'autant plus qu'à travail égal, ils restent moins payés. Elle présente alors un plan de réduction des coûts du travail basé sur la suppression du colour bar et l'augmentation des ratios de travailleurs noirs. Elle annonce notamment l'abandon de l'accord conclu avec les syndicats en 1918 et le remplacement de 2 000 travailleurs blancs semi-qualifiés par des travailleurs noirs à bon marché. 
Les directeurs des mines et les responsables des grands groupes miniers commencent alors à recruter davantage de Noirs pour des salaires moins élevés que ceux des mineurs blancs. Ces derniers ne restent pas inertes. Les premiers à réagir contre cette remise en cause du colour bar sont les puissants syndicats anglophones, assez vite rejoints par les ouvriers afrikaners, nettement plus anti-capitalistes et hostiles au gouvernement. Les premières grèves, sporadiques, éclatent dès 1921 et commencent à prendre de l'ampleur à la fin de l'année.

## Le début des grèves
Alors que les magnats miniers s’organisent dans la chambre des mines pour faire face aux revendications salariales des ouvriers, les syndicats miniers se regroupent au sein d’une fédération industrielle. Les mineurs sont prêts à se mettre en grève alors que leurs revendications sur le maintien du colour bar dans l'industrie sont soutenues au parlement par le parti national des Afrikaners et par le parti travailliste sud-africain essentiellement anglophone. Des meetings sont organisés dans tout le pays, notamment auprès des Boers des zones rurales, pour apporter aides et soutiens aux grévistes.
L'appel à la grève plonge les activistes bolcheviks et communistes d'Afrique du Sud dans un grand dilemme. Les sentiments des grévistes et de leurs dirigeants sont fortement imprégnés de sentiments anti-autochtones. Dans le même temps, c'est une occasion unique pour exploiter l'opposition entre le Capital et le Travail. La plupart des militants socialistes sont d'ailleurs en accord avec les mots d'ordre (for a White South Africa) et les revendications des grévistes. Ainsi, à l'exception de quelques réserves, la majorité du parti communiste d'Afrique du Sud de W. H. Andrews se rallia aux mineurs, rationalisant le soutien communiste au motif que la  véritable question n'est pas raciale mais salariale, et appelle à renverser les capitalistes et à prendre le pouvoir, sous la bannière du slogan « Ouvriers de tous pays, unissez-vous pour une Afrique du Sud blanche ». Le gouvernement de Smuts, fidèle à sa philosophie libérale, n’est encore jamais intervenu pour apaiser les tensions entre la chambre des mines et les syndicalistes.
Au jour de l’an 1922, les mineurs commencent à se mettre en grève à la suite de la réduction de leur salaire horaire. Ce sont d'abord les mines de charbon qui sont touchées suivies des mines d'or. De nombreuses professions de l'industrie de l'énergie emboitent le pas.
Le 10 janvier, Bob Waterston, un député du Parti travailliste, parraine une résolution demandant l'établissement provisoire d'un gouvernement républicain. Tielman Roos, le chef du parti national dans le Transvaal, soumet cette proposition lors d'une conférence de parlementaires de son parti réunis à Pretoria. Elle est rejetée.
Une dizaine de jours après le début des grèves, les directions des mines, d’un commun accord, décident alors de recruter encore davantage de mineurs noirs pour suppléer à la carence des grévistes provoquant l’arrêt de travail de plus de 20 000 mineurs blancs et des ingénieurs des mines. Smuts commence alors à tenter une médiation mais son impopularité parmi les mineurs, qui n’ont pas oublié son rôle pour empêcher la rébellion afrikaner de 1914, l’empêche d’être efficace. Les syndicalistes refusent ainsi de négocier par son entremise.
Smuts déteste les idéologies communistes et socialistes. Méfiant envers les mouvements de masse notamment ouvriers, il en est venu à se rapprocher des grands propriétaires des mines et des capitalistes pour qui, au début, il n’a pas une grande affinité.
Ainsi, bien qu’ayant proclamé son impartialité, il prend parti malgré lui pour la chambre des mines en demandant la reprise du travail au nom du maintien de l’ordre public. 

L’épreuve de force se déplace ainsi vers une confrontation entre le gouvernement et les mineurs. Ces derniers, déjà soutenus par les communistes, reçoivent le soutien discret mais non inactif des nationalistes afrikaners, notamment du parti national de James B. Hertzog. Par le biais notamment de Tielman Roos, chef du parti au Transvaal, il fait connaître sa sympathie aux grévistes pour leurs revendications. Roos n’hésite pas à affirmer publiquement et fortement son soutien, qualifiant Smuts d’« agent de la chambre des mines ». Il suggère ainsi que les mineurs, les Afrikaners et la République sortiraient vainqueurs de la confrontation avec les intérêts britanniques et juifs, principaux propriétaires des mines qui n’ont « rien à faire de l’Afrique du Sud ».

### L'insurrection
La chambre des mines refuse alors la négociation avec la fédération industrielle. Les grévistes, certains en armes, commencent alors à défiler massivement dans les rues des villes minières du Rand, bloquant les artères principales. À Boksburg, la foule refuse de se disperser malgré les injonctions de la police. Celle-ci charge les manifestants. Les violences commencent. Les jours suivants, ils défilent en chantant "le drapeau rouge", l’hymne de leur révolution. La police leur tire dessus. Les évènements amènent Roos à exiger une enquête sur le comportement de la police ce que Smuts refuse.
Le 6 mars 1922, la fédération industrielle déclare alors la grève générale et appelle à l’aide tous les syndicats du pays. Les exactions des grévistes commencent à ensanglanter le Witwatersrand. Des journaliers noirs sont assassinés tout comme des représentants de la direction des mines.
Le 7 mars 1922, la grève est considérée comme insurrectionnelle. Au bout de deux mois de tensions, Smuts considère que les grévistes montrent enfin leur véritable visage et mettent au jour leur dessein, celui de répandre une terreur rouge en Afrique du Sud pour aboutir à une révolution communiste. Le premier ministre déclare que l’ordre sera maintenu dans le pays et refuse toute négociation ou compromis avec les dirigeants syndicaux. Il réquisitionne l’armée afin de rétablir l’ordre dans le Witwatersrand, arme la police à qui il donne l’autorisation de tirer et proclame la loi martiale le 10 mars.
Deux jours plus tard, Smuts est lui-même l’objet d’une tentative d’assassinat près de Potchefstroom par un groupe extrémiste lié aux grévistes. Parvenant à fuir avec son chauffeur, il gagne Johannesburg en automobile, forçant les barrages des mineurs, sous les balles tirées par les grévistes. Les pneus ayant été crevés, la voiture finit par s'arrêter. Des coups de feu sont échangés entre Esselen, le secrétaire de Smuts, et les grévistes qui reculent. Smuts parvient néanmoins à rejoindre le quartier général des forces de police de Johannesburg, après avoir été notamment menacé à bout portant par le fusil d’un gréviste qui finalement renonce à tirer.

### La contre-insurrection et la répression
À ce moment, l’ensemble du Reef (la zone minière du Rand) est sous le contrôle des insurgés, bien armés et bien organisés. Le centre de Johannesburg est par contre encore sous le contrôle de l’armée. La population civile est, elle, terrorisée alors que les propriétaires des mines se calfeutrent au sein du Rand Club, eux aussi armés et prêts à résister à un siège. Smuts organise lui-même la contre-offensive pour soumettre les insurgés. Il réorganise et concentre l’ensemble des forces de police qu’il lance à l’assaut du quartier général des insurgés. Il ordonne à l’aviation de bombarder les centres de résistance tandis que les renforts militaires commencent à affluer dans le Witwatersrand. Les insurgés résistent avec courage à Benoni, Boksburg, Brixton, et Langlaagte mais Smuts est alors sans pitié. Un baroud d’honneur a lieu à Fordsburg. Après avoir évacué les femmes et les enfants de la ville et lancé un ultimatum, Smuts fait alors quasiment raser sous les bombes l’école où se sont réfugiés les derniers résistants. Le 18 mars au soir, la révolution du Rand est terminée. Près de 200 personnes ont été tuées, principalement des mineurs et des policiers. Plus de mille autres individus ont été blessés.
Si 1500 mineurs sont immédiatement licenciés, d’autres comparaissent devant les tribunaux. Certains sont déportés et d’autres sont exécutés pour faits d’homicides. Quelques-uns, condamnés à mort, sont finalement graciés.
Les mineurs blancs sont alors obligés d’accepter les conditions de travail imposées par le patronat blanc, que ce soit la baisse des salaires et le recrutement plus important de Noirs dans les mines. Néanmoins, pour apaiser les rancœurs des mineurs, le gouvernement adopte une nouvelle loi sur les emplois réservés aux Blancs dans le secteur minier et l’industrie.
Soulagé d’avoir maté les insurgés et fier d’avoir reçu à l’occasion le soutien des commandos des jeunes fermiers du Transvaal qui ont ramené l’ordre public aux côtés de l’armée et de la police, Smuts pense recevoir la gratitude de l’ensemble de l’opinion publique pour avoir mis fin aux troubles. L’opposition nationaliste se déchaîne contre lui, pointant le coût humain de la répression, les moyens employés et les dégâts matériels occasionnés dans les mines et les villes. En plein parlement, Hertzog interpelle Smuts, le déclarant responsable des troubles et du bain de sang pour n’avoir pas su négocier avec les mineurs et gérer les grévistes. Les partisans de Smuts se déchaînent violemment à leur tour contre Hertzog obligeant le speaker de la chambre à interrompre la session parlementaire.

## Conséquences
Les pasteurs prennent position dans leurs églises contre « Smuts le sanglant ». Les travaillistes considèrent maintenant Smuts comme l’ennemi de la classe ouvrière et l’agent des conglomérats miniers. Leur alliance est désormais compromise. Nationalistes et socialistes ont désormais un ennemi commun soit Smuts et les magnats du Rand, incarnés caricaturalement dans la presse par le personnage de Hoggenheimer sous la plume du caricaturiste Daniël Cornelis Boonzaier.

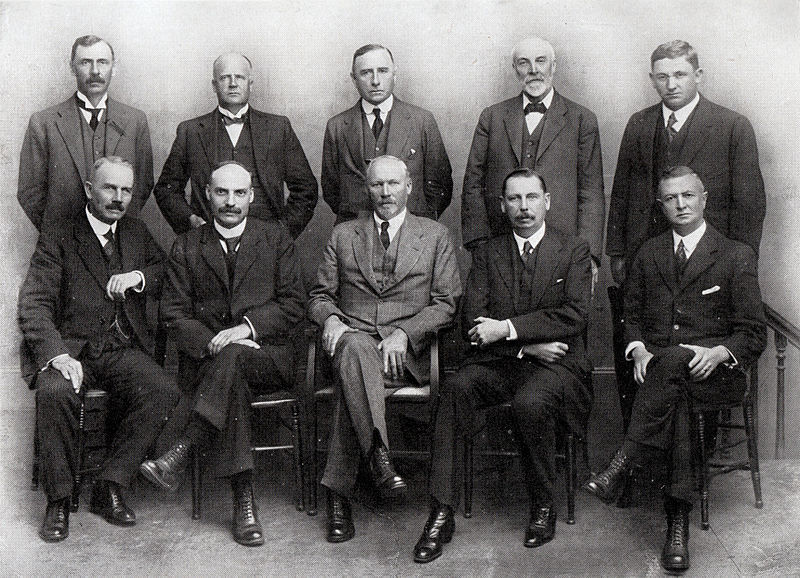
Le gouvernement Smuts en 1923:
Assis au 1er rang : Thomas Watt, F.S. Malan, Jan Smuts, Thomas Smartt, Henry Burton
Debout au rang : N.J. de Wet, Deneys Reitz, Patrick Duncan, J.W. Jagger et Hendrik Mentz.

Au moment où Smuts est l’objet d’une véritable vindicte politique en Afrique du Sud, il se rend en Angleterre pour participer à une conférence impériale. L’Allemagne a cessé de payer les réparations qu’elle doit et en conséquence la France vient d’envahir la Ruhr. Smuts prend parti contre la France l’accusant d’être une menace pour la paix et demande l’organisation d’une grande conférence internationale et la révision du traité de Versailles afin que l’Allemagne ne soit pas asphyxiée financièrement et puisse se relever. Les journaux français s’en prennent violemment à Smuts l’accusant d’être un agent de l’Allemagne. L’intervention de Smuts est en fait mal accueillie par ses partenaires de l’empire, que ce soit les Canadiens et les Australiens, étonnés de voir un premier ministre d’un dominion d’outre-mer se mêler d’affaires internes à l’Europe sans consulter les ministres britanniques compétents sur le dossier. Les détracteurs de Smuts en Afrique du Sud en profitent pour relever que Smuts apparait encore une fois sur la scène internationale comme un agent du gouvernement britannique et de la chambre des mines et qu’il préfère gérer les affaires européennes et se désintéresse des intérêts du peuple sud-africain.
Dans le même temps, Tielman Roos mène une campagne très active contre Smuts dans les villes et villages du Transvaal alors que le pays connait encore la récession économique obligeant le gouvernement à réduire les dépenses publiques et que bon nombre de fermiers sont acculés à la ruine.
C’est dans un tel contexte que se profilent les élections générales en 1924. Dénonçant la politique répressive de Smuts, Hertzog rallie la majorité des pauvres blancs à qui il promet de les arracher de la misère mais aussi les coloureds de la province du Cap à qui il promet des droits politiques étendus. La défaite de Smuts est par conséquent générale. Non seulement, les nationalistes, alliés aux travaillistes, l’emportent sur le parti sud-africain mais Smuts lui-même est très difficilement réélu dans sa circonscription de Pretoria-ouest.
Voulant solder les conséquences sociales de la grève de 1922, trois lois sont adoptées, renforçant le colour bar dans les mines au profit des travailleurs blancs : 
- la Industrial Conciliation Act (loi sur la conciliation dans l'industrie) de 1924 concernant les dispositifs de négociations entre les organisations patronales et les organisations syndicales,
- la Wage Act (loi sur le salaire) établissant un salaire minimum et les conditions d'emplois
- la Mines and Works Amendment Act (loi sur les mines et le travail) de 1926 établissant le colour bar dans certains emplois miniers.

## Divers
Une mini série sud-africaine en 8 épisodes, intitulée 1922, produite par la SABC et réalisée en 1984, raconte cet épisode de l'histoire sud-africaine.